# Terrence Shannon (1979)
Terrence Shannon (South Holland, 16 dicembre 1979) è un ex cestista statunitense, professionista nella NBDL.

## Palmarès
- Campione NBDL (2005)